# En viss mr. Pulham

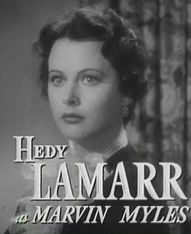
Hedy Lamarr i filmens trailer.

En viss Mr. Pulham är en amerikansk film från 1941 i regi av King Vidor. Den bygger på romanen H. M. Pulham, Esq. av John P. Marquand. I huvudrollerna ses Hedy Lamarr och Robert Young. Lamarr såg denna filmroll som sin personliga favorit.

## Handling
Den medelålders affärsmannen Harry Pulman lever i ett tryggt, men tråkigt äktenskap med frun Kay. Han tänker tillbaka på sin gamla kärlek Marvin Miles och bestämmer sig för att söka upp henne.

## Rollista
- Hedy Lamarr - Marvin Miles
- Robert Young - Harry Pulham
- Ruth Hussey - Kay Motford
- Van Heflin - Bill King
- Charles Coburn - Pulham Sr.
- Fay Holden - Mrs. John Pulham
- Bonita Granville - Mary Pulham
- Douglas Wood - Mr. Bullard
- Charles Halton - Kaufman
- Leif Erickson - Rodney 'Bo-Jo' Brown
- Phil Brown - Joe Bingham
- David Clyde - Hugh
- Sara Haden - Miss Rollo, sekreterare